# روکارومانا
روکارومانا (به ایتالیایی: Roccaromana) یک کومونه در ایتالیا است که در استان کسرتا واقع شده‌است.

## خصوصیات
روکارومانا ۲۷٫۱ کیلومترمربع مساحت و ۹۹۷ نفر جمعیت دارد و ۱۸۰ متر بالاتر از سطح دریا واقع شده‌است.